# Evaristo Bellotti
Evaristo Bellotti (Algeciras, 1955) es un escultor español. Su obra ha recorrido numerosas ciudades de España, Europa y América del Norte.